# Кушнір-Марченко Кость Федорович

Кушнір-Марченко Кость Федорович

Кушні́р-Ма́рченко Кость (Костянти́н) Фе́дорович (15 травня 1877, Мойсенці, Золотоніський повіт, Полтавська губернія — 13 жовтня 1958, Придніпровське, Золотоніський район, Черкаська область) — український краєзнавець-аматор, дослідник минулого Іркліївщини (нині Черкаська область).

## Життєпис
Народився 15 травня 1877 р. у селі Мойсенці Золотоніського повіту, Полтавська губернія. Походив з селянської родини. Читати книжки навчився у сільського діда.
У 1886 р. вступив до Мойсенське середнє училище, яке тільки відкрилося в селі. 19 жовтня 1889 р. достроково закінчив училище і отримав Свідоцтво Золотоніської повітової училищної ради. У 1894 р. у віці 17 років пішов працювати грабарем на шахту. У 1899 р. одружився з Анною Мойсеєвною Шевченко. У травні 1899 р. відбув свій військовий збір у ратниках Державного ополчення у Золотоноша.
У 1908 р. К. Ф. Кушнір-Марченко обраний волосним старшиною Мойсенської волості. Під час Першої світової війни був призваний в армію.
У 1946 р. висвячений на священника с. Митьки. Мав шестеро дітей. Старший син — Степан загинув під час І Світова війна. Молодший — Костянтин був репресований у 1937 році.
Помер у 1958 р.

## Краєзнавча діяльність
Дитиною любив слухати народні перекази, легенди та розповіді старих людей про козаків, татарські набіги та боротьбу з поляками. Цікавився козацькими могилами, балками, ямами, фортечними валами фортець. З 1892 р. по 1908 р. вів щоденник, який підписав «Костя Хведорів Кушнір-Марченко. Щоденник з 1892 по 1908 р. включно. Писаний з пастушиських років».
У 1906 р. познайомився з І. Лучицьким, професором Київський університет, редактором «Киевская старина» В. Науменко, що вплинуло на його формування, як історика-краєзнавця.
У 1908 р. він отримує доступ до волосного архіва з 1861 р., де знайшов ревізькі «сказки» 10-ї ревізії 1858 р. за всі села волості та написав статтю. У 1911 р. отримав дозвіл на опрацювання Рум'янцевської ревізії 1757 р. Працював у рукописному відділі бібліотеки Київський університет ім. Св. Володимира 8 днів.
У 1913 р. — член Полтавської архівної комісії.
Під час І Світової війни був призваний до війська, але не полишав краєзнавчу діяльність. Старався відвідати всі історичні місця, біля яких розташовувалась його воїнська частина. Так він побував у Берестечку на козацькому кладовищі, про що описав у одному зі своїх щоденників. Як і більшість інтелігенції позитивно зустрів повалення самодержавство.
У 1918 р. — голова Мойсенського осередку товариства «Просвіта».

У 1920-рр. пройшов ряд життєвих випробувань. Описав голод 1921—1923 рр. У нотатках за 22 лютого 1922 р. записав: 
«Могучий царь-голод що день то дужче притискує людей до страшного голодування! Люди різного зросту так і полізли по хатах за шматок хліба, а той шматок вже росчитаний аж до Петра, а давать нічого!»
Сім'я голодувала разом з усіма, доводилося міняти речі на харчі.
У 1922 р. Кость Кушнір-Марченко бере активну участь у житті села. Він — завідуючий книгозбірною читальнею у селі, член сільської ради, член церковної ради. Починає співпрацювати з Всеукраїнською академією наук та вченими М. Покровським і М. Ткаченко.
У 1929 р. — виходить перша наукова публікація: «Ілля Новицький, охочекомонний компанійський полковник останньої чверті XVII—го та поч. XVIII ст.» Замітка, опублікована в академічному виданні «Науковий збірник за рік 1929: Записки УНТ».
У 1930-х рр. член комісії з охорони пам'ятників культури і природи. Неодноразово звертається до редакцій газет з пропозицією зберегти культурні цінності у зв'язку з закриттям церков.
Під час голодомора 1933 року рятується від голодної смерті у сина в Миронівці. Там вивчає історію Миронівки, у тому числі згадує й рід Симиренко та інших діячів української науки й культури.
У 1930—1940 рр. — досліджував «Генеалогічні дерева селянських родів».
У 1941 р. написав нарис «Моя боротьба за вивчення моєї батьківщини», у який було включено копії всіх листів, які він надсилав історикам, різним установам і одержав відповіді. У 1940-1950-х рр. продовжує вести щоденник.
Особливо цінні сім томів щоденників, у яких він описав свої враження про події з 1920-х рр.
У 1945 р. за дорученням Український інститут мистецтвознавства, фольклору та етнографії збирає краєзнавчі матеріали з історії Лівобережна Черкащина.
На схилі літ продовжує вивчати історію Іркліївщини, листувався з вченими АН УРСР, був особисто знайомий з М. Грушевським, М. Василенко, М. Рубачем, О. Яворським. Листувався з Максимом Рильським та Іваном Ле.
Залишив після себе 7000 аркушів дослідницьких матеріалів.

## Наукові праці
- Стаття « Чи не можна — чи не треба» // «Вестник Золотоношского сельскохозяйственного общества» (1911).
- Ілля Новицький, охочекомонний компанійський полковник останньої чверти XVII—го та поч. XVIII ст.-«Науковий збірник за рік 1929: Записки УНТ» (1929. — Т.32. — СС.100—101)
- «Минуле села Ірклієва».
- Рукопис «Культурні пережитки на Іркліївщині. Опис календарних свят до великого посту».